# シリアスゲーム

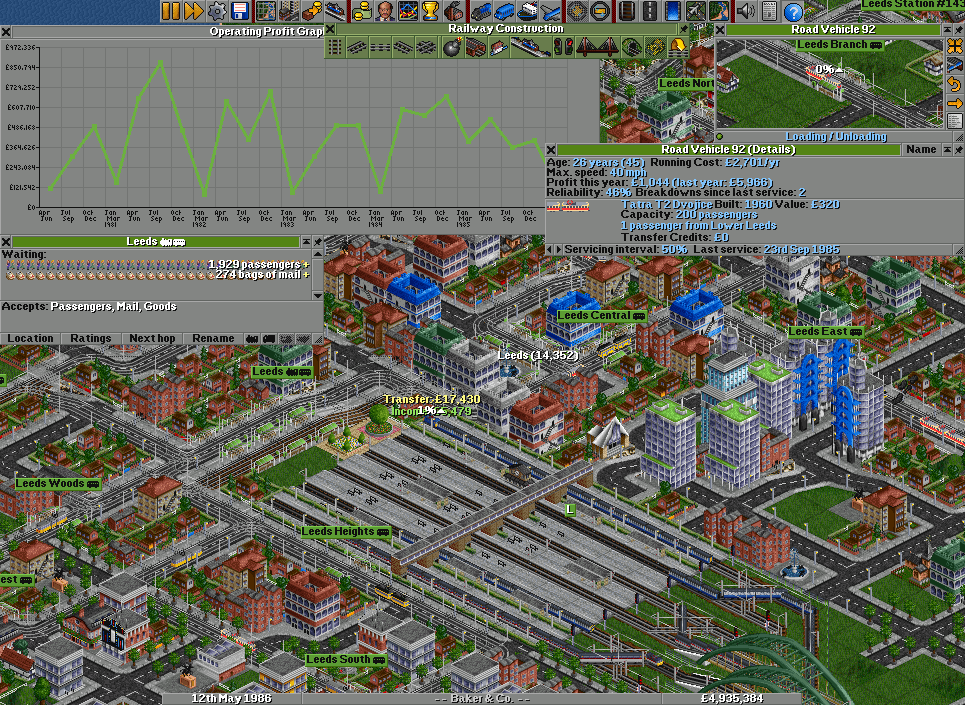
運輸会社を経営するゲームOpenTTD

シリアスゲーム（英: Serious game）とは、エンターテインメント性のみを目的とせず、教育・医療用途（学習要素、体験、関心度醸成・喚起など）といった社会問題の解決を主目的とするコンピュータゲーム（エレメカも含まれる）のジャンルである。前述の用途に専ら用いる意図で開発されたゲームを指し、広義にはシリアスゲームとして利用可能な一般のゲームを含む。シミュレーターとの違いは、ゲームを起源にしている点にある。すなわち、第2目的としてエンターテインメント性が常に存在している。

## 概説
そのジャンルの特性から、ゲーム内でのゴール（クリア）よりも、ゲーム外でのゴール（能力の習得）の方が最終目的の場合も多く、『えいご漬け』では英語を学習して実生活での能力を高めることが目的である。
シリアスゲームはアメリカが発祥であり、アメリカでは2002年頃より、シリアスゲームの語が使用され始め 、2009年現在、シリアスゲーム専門会社がアメリカでは数百社、日本では1社存在する 。
「オープンサイエンス」「シチズン・サイエンス」という研究手法では、ゲームが注目されている。タンパク質構造予測を競う『Foldit』（ワシントン大学）では研究者が10年以上解明できなかった問題を解決した他、遺伝子疾患の究明を行う『Phylo』（マギル大学）や古代エジプト文書を解読する『Ancient Lives』（オックスフォード大学）、宇宙地図を作る『Zooniverse』（Sloan Digital Sky Survey）などゲーム（ゲーマー）を利用した取り組みが行われている。Googleは量子物理学の概念を体験でき、科学者が生まれる場として有力の考えから『Minecraft』上で『qCraft』を提供した。IBMは人間のクイズ王に圧勝したワトソンをクラウドコンピューティング上で一般公開することを発表した。
軍事教育では状況と作戦行動を図上で再現する兵棋演習が行われている。